# Minoru Suzuki
 (octobre 2021).
Ne doit pas être confondu avec Minori Suzuki.
Minoru Suzuki (鈴木 実, Suzuki Minoru) (né le 17 juin 1968 à Yokohama, préfecture de Kanagawa) est un catcheur et pratiquant de combat libre japonais.
Il commence sa carrière de catcheur à la fin des années 1980 à la New Japan Pro Wrestling avant de fonder avec Masakatsu Funaki la fédération de combat libre Pancrase et y devient champion.

## Carrière de catcheur

### Entraînement et première expérience de catcheur
Suzuki s'entraîne auprès de Karl Gotch et Billy Robinson (en). Il effectue ses premiers combats en 1988 à la New Japan Pro Wrestling avant de rejoindre l'Universal Wrestling Federation puis la Pro Wrestling Fujiwara Gumi où Yoshiaki Fujiwara (en) continue de l'entraîner.

### Promoteur dans les arts martiaux mixtes et carrière de combattant
Suzuki étant un élève de Karl Gotch, un catcheur qui est aussi connu comme étant un des premiers pratiquant des arts martiaux mixtes, Suzuki pratique ce style de combat. Le 4 octobre 1992, la victoire du catcheur Ken Shamrock sur le champion de kickboxing Don Nakaya Nielsen créé un engouement au Japon pour ce genre d'affrontement. Suzuki décide avec Masakatsu Funaki de fonder leur propre fédération d'arts martiaux mixte qu'ils nomment Pancrase en hommage au pancrace, un sport pratiqué au cours des Jeux olympiques antiques.
Ils organisent leur premier évènement intitulé Pancrase - Yes, We Are Hybrid Wrestlers 1 le 21 septembre 1993 où Suzuki bat par soumission après un peu plus de trois minutes de combat Katsuomi Inagaki au cours du premier match de cette fédération. Le 14 octobre au cours de Pancrase - Yes, We Are Hybrid Wrestlers 2, il continue sa série de victoires face à Vernon White (en) remportant ce match par soumission en moins de trois minutes.
En 1994, la Pancrase organise la Road to the Championship series, une série de combats pour désigner les participants du futur tournoi pour désigner le premier champion de Pancrase. C'est au cours de cette série de combat que Suzuki connait sa première défaite face à Bas Rutten.

### All Japan Pro Wrestling (2006–2010)
Le 28 juin, lui et Taiyō Kea battent Keiji Mutō et Joe Doering et remportent les AJPW World Tag Team Championship. Le 14 mars 2009, ils conservent leur titres contre Shūji Kondō et Suwama.
Le 2 mai, il bat Ryota Hama et remporte le AJPW Triple Crown Heavyweight Championship pour la deuxième fois. Le 4 juillet, il conserve le titre contre Masayuki Kōno. Le 29 août, il perd le titre contre Suwama.

#### Retour (2022-...)
Le 3 janvier 2023, il s'allie à Naruki Doi et Hokuto Omori pour battre Atsuki Aoyagi, Shuji Ishikawa et Yuma Aoyagi.
Le 23 juillet, lui et Hokuto Omori perdent contre Zennichi Shin Jidai (Kento Miyahara et Yuma Aoyagi) et ne remportent pas les AJPW World Tag Team Championship. Le 5 novembre, ils perdent contre les Saito Brothers (Rei Saito et Jun Saito) et ne remportent pas les AJPW World Tag Team Championship.

### Retour à la NJPW (2010-2015)

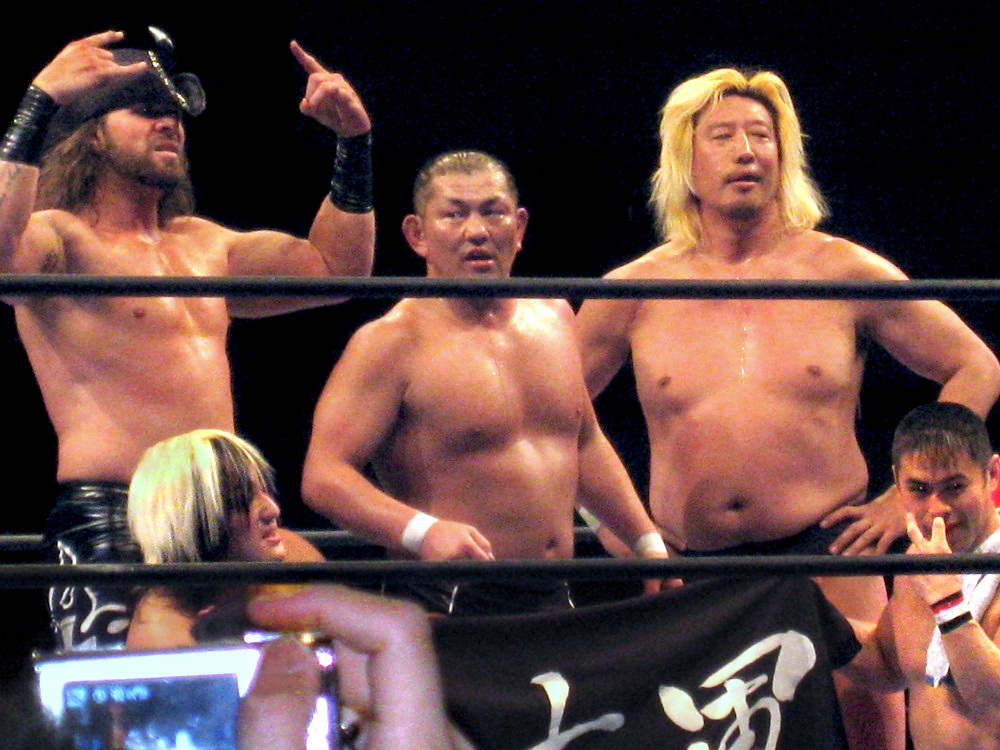
Suzuki-gun en 2012 : (de gauche à droite) Lance Archer, Taichi, Minoru Suzuki, Yoshihiro Takayama et Taka Michinoku.

Le 12 décembre 2010, il fait son retour à la NJPW en attaquant son vieux rival Yūji Nagata. Lors de Wrestle Kingdom V, il perd contre Yūji Nagata,. Le 3 mai, il profite de la trahison de Taichi et Taka Michinoku envers Satoshi Kojima pour les intégrer dans son clan Suzuki-gun également rejoint par Lance Archer,. Le 18 juillet, il bat Satoshi Kojima.
Il participe ensuite au G1 Tag League 2011 avec Lance Archer, ou ils remportent quatre matchs pour une défaite, se qualifiant pour la demi-finale du tournoi. Le 6 novembre, ils battent Chaos Top Team (Shinsuke Nakamura et Toru Yano) en demi-finale et les IWGP Tag Team Champions Bad Intentions (Giant Bernard et Karl Anderson) en finale pour remporter le tournoi. Lors de Power Struggle 2011, ils perdent contre Bad Intentions et ne remportent pas les IWGP Tag Team Championship. Le 4 décembre, il bat Giant Bernard et challenge dans la foulée Hiroshi Tanahashi pour le IWGP Heavyweight Championship. Lors de Wrestle Kingdom VI, il perd contre Hiroshi Tanahashi et ne remporte pas le IWGP Heavyweight Championship. Lors de The New Beginning, lui, Lance Archer, Taichi, Taka Michinoku et Yoshihiro Takayama battent Kushida, Tiger Mask IV, Togi Makabe, Wataru Inoue et Yūji Nagata dans un match à élimination.
Lors de King of Pro Wrestling, il perd contre Hiroshi Tanahashi et ne remporte pas le IWGP Heavyweight Championship dans un match unanimement acclamé par la critique, le journaliste Dave Meltzer du Wrestling Observer Newsletter ira même jusqu'à leur attribuer la note de 5 étoiles,,. Il participe ensuite au tournoi World Tag League avec le nouveau membre de Suzuki-gun Kengo Mashimo et terminent à la sixième position de leur groupe avec trois victoires et trois défaites. Lors de Wrestle Kingdom 7, il perd contre Yūji Nagata dans un autre chapitre de leur longue rivalité,. Ensuite, il mène Suzuki-gun dans une rivalité avec l'autre groupe heel de la NJPW, Chaos qui mène à un match entre lui et Kazuchika Okada lors de  The New Beginning où il bat Kazuchika Okada,,,,. Lors du premier tour de la New Japan Cup 2013, il bat Yūji Nagata dans un autre match entre les anciens rivaux,. Lors du second tour, il perd contre Toru Yano et est éliminé du tournoi. Lors d'Invasion Attack 2013, il se venge en battant Toru Yano et challenge dans la foulée Kazuchika Okada pour le Championnat Poids Lourds IWGP,. Lors de Wrestling Dontaku 2013 , il perd contre Kazuchika Okada et ne remporte pas le IWGP Heavyweight Championship. Il s'est alors impliqué dans une rivalité acharnée avec le membre du clan Chaos, Tomohiro Ishii,. Lors de Kizuna Road 2013, il bat Tomohiro Ishii,,.
Lors de Power Struggle 2013, il perd contre Shinsuke Nakamura et ne remporte pas le IWGP Intercontinental Championship. Durant le mois de novembre, lui et Shelton X Benjamin intègrent le World Tag League, où ils terminent avec un total de trois victoires pour autant de défaites. 
Lors de Wrestle Kingdom 8, lui et Shelton X Benjamin perdent contre Toru Yano et The Great Muta,. Lors du premier tour de la New Japan Cup 2014, il bat finalement Toru Yano. Lors du second tour, il bat Hirooki Goto. Lors des Demi-Finales, il perd contre Shinsuke Nakamura et est éliminé du tournoi. Il participe fin juillet au tournoi G1 Climax où il remporte cinq des dix rencontres disputées, perdant notamment contre le IWGP Heavyweight Champion A.J. Styles,,.
Lors de Wrestle Kingdom 9, il bat Kazushi Sakuraba.

### Retour à la Pro Wrestling Noah (2015–2016)
Le 10 janvier 2015, il fait son retour a la Noah en attaquant le GHC Heavyweight Champion Naomichi Marufuji et les GHC Tag Team Champions TMDK (Mikey Nicholls et Shane Haste) avec l'aide de son groupe Suzuki-gun. Le 15 mars 2015, il bat Naomichi Marufuji et remporte le GHC Heavyweight Championship. Le 10 mai, il conserve le titre contre Naomichi Marufuji. Le 15 juin, il conserve le titre contre Maybach Taniguchi. Le 18 juillet, il conserve son titre contre Yoshihiro Takayama. Le 19 septembre, il conserve le titre contre Takashi Sugiura. Le 23 décembre, il perd le titre contre Naomichi Marufuji. Le 31 janvier 2016, il bat Gō Shiozaki grâce à la trahison du partenaire de ce dernier, Yoshinobu Kanemaru, qui rejoint Suzuki-gun par la même occasion. Le 5 juillet, lui et Takashi Iizuka perdent contre Naomichi Marufuji et Toru Yano et ne remportent pas les GHC Tag Team Championship. Le 23 novembre, il bat Masa Kitamiya en finale du Global League 2016 et remporte le tournoi. Le 2 décembre, il perd contre Katsuhiko Nakajima et ne remporte pas le GHC Heavyweight Championship. Après le match, Suzuki-gun entre dans le ring pour montrer leur soutien envers lui, mais Takashi Sugiura se retourne contre Suzuki-gun, attaquant chacun de ses partenaires et quitte le groupe,. Le lendemain, il perd contre Takashi Sugiura lors du main event du show. Trois jours plus tard, il est annoncé que Suzuki-gun n'est plus à la Pro Wrestling Noah, mettant fin à l'invasion.

### Second retour à la NJPW (2017–...)
Le 5 janvier 2017, il retourne à la New Japan Pro Wrestling avec les autres membres de Suzuki-gun en attaquant le clan Chaos avec Suzuki ciblant principalement le IWGP Heavyweight Champion Kazuchika Okada,.Lors de son match retour le 27 janvier, lui, Taichi et Taka Michinoku battent Chaos (Kazuchika Okada, Baretta et Rocky Romero). Lors de The New Beginning in Sapporo, il perd contre Kazuchika Okada et ne remporte pas le IWGP Heavyweight Championship. Lors du premier tour de la New Japan Cup 2017, il perd contre Katsuyori Shibata. Le 27 avril, il bat Hirooki Goto et remporte le NEVER Openweight Championship,. Lors de Dominion 6.11, il conserve le titre contre Hirooki Goto. Le 26 juin, il conserve le titre contre Yoshi-Hashi. Lors de Destruction in Fukushima, il conserve le titre contre Michael Elgin.
Grâce à un partenariat entre la NJPW et la Ring of Honor, il fait sa première apparition aux États-Unis depuis 25 ans le 22 septembre 2017, quant à Death Before Dishonor XV, il perd contre Cody pour le ROH World Championship. Le lendemain, lui, Beer City Bruiser et Silas Young perdent contre Bullet Club (Adam Page, Matt et Nick Jackson) et ne remportent pas les ROH World Six-Man Tag Team Championship. Lors de Global Wars: Pittsburgh, il bat Silas Young. Lors de Power Struggle 2017, il conserve son titre contre Toru Yano dans un Bullrope Death Match.
Lors de The New Beginning In Sapporo 2018 - Tag 1, il rebondit rapidement de cette défaite en battant Hiroshi Tanahashi pour remporter le IWGP Intercontinental Championship. Lors de 46th Anniversary Show, il conserve son titre contre Togi Makabe. Lors de Strong Style Evolved 2018, lui et Zack Sabre, Jr. battent Chaos (Kazuchika Okada et Tomohiro Ishii). Lors de Wrestling Hinokuni 2018, il perd son titre contre Tetsuya Naitō.
Lors de The New Beginning In Osaka 2020, il perd contre Jon Moxley et ne remporte pas le IWGP United States Heavyweight Championship.
Lors de Summer Struggle in Jingu,  il bat Shingo Takagi et remporte le NEVER Openweight Championship pour la deuxième fois,.

### Revolution Pro Wrestling (2017-...)
Lors de RevPro/NJPW Global Wars 2017 - Tag 1, un co-event entre la Revolution Pro Wrestling et la New Japan Pro Wrestling, lui et Zack Sabre, Jr. perdent contre Chaos (Hirooki Goto et Will Ospreay). Lors de RevPro High Stakes 2018, ils battent Moustache Mountain (Trent Seven et Tyler Bate) et remportent les RPW Undisputed British Tag Team Championship. Lors de RevPro Epic Encounter 2018, ils conservent les titres contre CCK (Chris Brookes et Travis Banks). Lors de RevPro Strong Style Evolved UK - Tag 1, ils conservent les titres contre Chaos (Kazuchika Okada et Tomohiro Ishii). Lors de RevPro Strong Style Evolved UK - Tag 2, il bat Tomohiro Ishii et remporte le RPW British Heavyweight Championship,. Lors de RevPro/NJPW Global Wars 2018, il perd le titre contre Tomohiro Ishii.

### All Elite Wrestling (2021-...)
Le 5 septembre 2021 à All Out, il confronte Jon Moxley, après la victoire de ce dernier face à Satoshi Kojima. Trois soirs plus tard à Dynamite, il dispute son premier match à la All Elite Wrestling, en perdant face à Jon Moxley. Après le match, les deux hommes se serrent la main et se saluent mutuellement.
Le 13 avril 2022 à Dynamite, il perd face à Samoa Joe, ne conservant pas son titre mondial Television de la ROH.

### Impact Wrestling (2021-...)
Le 14 octobre 2021, Impact Wrestling, diffuse une vignette pour annoncé l'arrivée de Suzuki prochainement dans le cadre du partenariat avec New Japan Pro Wrestling.

## Palmarès

### En arts martiaux mixtes
| 49 combats           | 30 victoires | 19 défaites |
| Par KO               | 3            | 6           |
| Par soumission       | 22           | 8           |
| Sur décision         | 4            | 5           |
| Par disqualification | 1            | 0           |

| Résultat | Record | Adversaire           | Méthode                                     | Événement                                            | Date               | Round | Temps | Lieu                       | Notes                                   |
| -------- | ------ | -------------------- | ------------------------------------------- | ---------------------------------------------------- | ------------------ | ----- | ----- | -------------------------- | --------------------------------------- |
| Victoire | 14-4   | Ken Shamrock         | Soumission (clé de genou)                   | Pancrase - Eyes Of Beast 4                           | 13 mai 1995        | 1     | 2:14  |                            |                                         |
| Défaite  | 13-4   | Frank Shamrock       | Soumission (étranglement arrière)           | Pancrase - Eyes Of Beast 3                           | 8 avril 1995       | 1     | 3:23  | Nagoya, Préfecture d'Aichi |                                         |
| Victoire | 13-3   | Christopher DeWeaver | Soumission (heel hook)                      | BMSWP - Dome Spring Full Bloom                       | 2 avril 1995       | 1     | 1:50  | Tokyo, Japon               |                                         |
| Victoire | 12-3   | Gregory Smit         | Soumission (étranglement arriére)           | Pancrase - Eyes Of Beast 2                           | 10 mars 1995       | 1     | 9:10  | Yokohama, Japon            |                                         |
| Défaite  | 11-3   | Manabu Yamada        | Soumission (clé de bras)                    | Pancrase - King Of Pancrase Tournament Second Round  | 17 décembre 1994   | 1     | 14:46 | Tokyo, Japon               |                                         |
| Victoire | 11-2   | Jason DeLucia        | Soumission (heel hook)                      | Pancrase - King of Pancrase Tournament Opening Round | 16 décembre 1994   | 1     | 2:04  | Tokyo, Japon               |                                         |
| Victoire | 10-2   | Matt Hume            | Décision                                    | Pancrase - King of Pancrase Tournament Opening Round | 16 décembre 1994   | 1     | 10:00 | Tokyo, Japon               |                                         |
| Défaite  | 9-2    | Masakatsu Funaki     | Soumission technique (étranglement arrière) | Pancrase - Road To The Championship 5                | 15 octobre 1994    | 1     | 3:11  | Tokyo, Japon               |                                         |
| Victoire | 9-1    | Todd Bjornethun      | Soumission (clé de bras)                    | Pancrase - Road To The Championship 4                | 1er septembre 1994 | 1     | 3:11  | Osaka, Japon               |                                         |
| Victoire | 8-1    | Remco Pardoel        | KO (coup de genou)                          | Pancrase - Road To The Championship 3                | 26 juillet 1994    | 1     | 7:16  | Tokyo, Japon               |                                         |
| Défaite  | 7-1    | Bas Rutten           | KO (coup de genou)                          | Pancrase - Road To The Championship 2                | 6 juillet 1994     | 1     | 3:43  | Hyogo, Japon               | Première défaite.                       |
| Victoire | 7-0    | Maurice Smith        | Soumission (clé de bras)                    | Pancrase - Road To The Championship 1                | 31 mai 1994        | 3     | 0:36  | Tokyo, Japon               |                                         |
| Victoire | 6-0    | Thomas Puckett       | Soumission (clé de bras)                    | Pancrase - Pancrash! 3                               | 21 avril 1994      | 1     | 1:43  | Osaka, Japon               |                                         |
| Victoire | 5-0    | Takaku Fuke          | Soumission (étranglement arrière)           | Pancrase - Pancrash! 2                               | 12 mars 1994       | 1     | 6:31  | Aichi, Japon               |                                         |
| Victoire | 4-0    | Ken Shamrock         | Soumission (Heel Hook and Kneebar)          | Pancrase - Pancrash! 1                               | 19 janvier 1994    | 1     | 7:37  | Kanagawa, Japon            |                                         |
| Victoire | 3-0    | James Mathews        | Soumission (Keylock)                        | Pancrase - Yes, We Are Hybrid Wrestlers 4            | 8 décembre 1993    | 1     | 0:58  | Hakata, Japon              |                                         |
| Victoire | 2-0    | Vernon White (en)    | Soumission (Leg Scissor Choke)              | Pancrase - Yes, We Are Hybrid Wrestlers 2            | 14 octobre 1993    | 1     | 2:36  | Nagoya, Japon              |                                         |
| Victoire | 1-0    | Katsuomi Inagaki     | Soumission (étranglement arrière)           | Pancrase Yes, We Are Hybrid Wrestlers 1              | 21 septembre 1993  | 1     | 3:25  | Urayasu, Japon             | Premier combat en arts martiaux mixtes. |

### En catch
- All Japan Pro Wrestling

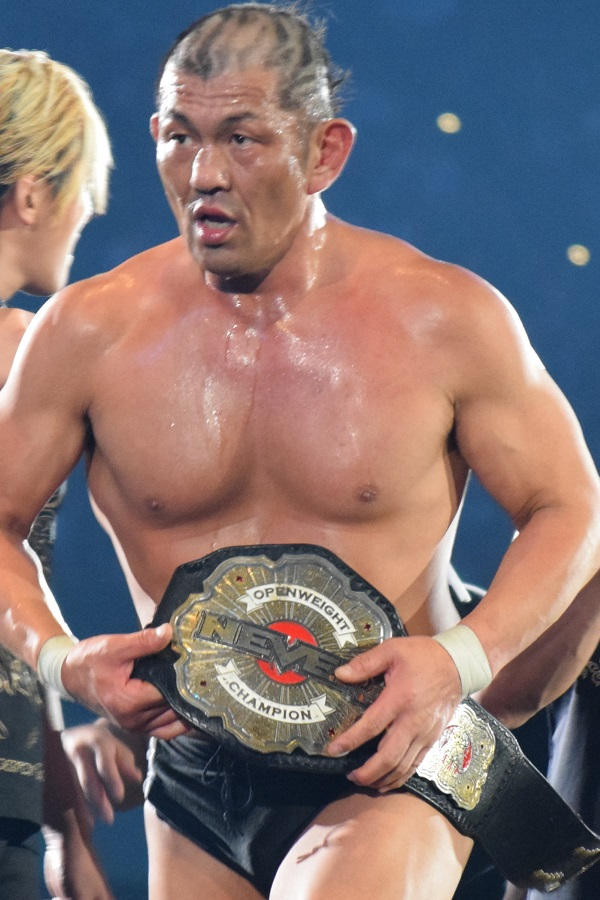
Suzuki en tant que NEVER Openweight Champion en juin 2017

  - 1 fois AJPW All Asia Tag Team Championship avec Nosawa Rongai
  - 2 fois AJPW Triple Crown Heavyweight Championship
  - 1 fois AJPW World Tag Team Championship avec Taiyo Kea
  - Champion Carnival (2009, 2010)
  - Kokomi Sakura Cup (2010)

- New Japan Pro Wrestling
  - 1 fois IWGP Tag Team Championship avec Yoshihiro Takayama
  - 1 fois IWGP Intercontinental Championship
  - 2 fois NEVER Openweight Championship
  - 1 fois NEVER Openweight 6-Man Tag Team Championship avec El Desperado et Ren Narita
  - G1 Tag League (2011) avec Lance Archer

- Pro Wrestling Noah
  - 1 fois GHC Heavyweight Championship
  - 1 fois GHC Tag Team Championship avec Naomichi Marufuji
  - Global League (2016)

- Revolution Pro Wrestling
  - 1 fois RPW British Heavyweight Championship[107]
  - 1 fois RPW Undisputed British Tag Team Championship avec Zack Sabre, Jr.

- Ring of Honor
  - 1 fois ROH World Television Championship

### Résultats des matchs à enjeu (Luchas de apuestas)
| # | Vainqueur (enjeu)      | Perdant (enjeu)                                          | Date           | Lieu  | Notes                          |
| - | ---------------------- | -------------------------------------------------------- | -------------- | ----- | ------------------------------ |
| 1 | Hirooki Goto (cheveux) | Minoru Suzuki (cheveux et NEVER Openweight Championship) | 4 janvier 2018 | Tokyo | Au cours de Wrestle Kingdom 12 |

## Récompenses des magazines
- Pro Wrestling Illustrated

| Année | 2006 | 2007 | 2008 | 2009 | 2010 | 2011 | 2012 | 2013 | 2014 | 2015 | 2016 | 2017 | 2018 | 2019 | 2020 | 2021 | 2022 | 2023 | 2024 |
| ----- | ---- | ---- | ---- | ---- | ---- | ---- | ---- | ---- | ---- | ---- | ---- | ---- | ---- | ---- | ---- | ---- | ---- | ---- | ---- |
| Rang  | 77   | 14   | 47   | 111  | 64   | 111  | 165  | 100  | 209  | 19   | 84   | 82   | 19   | 47   | 153  | 87   | 44   | 133  | 131  |

- Tokyo Sports
  - Best Tag Team (2004) avec Yoshihiro Takayama
  - Best Tag Team (2008) avec Taiyo Kea
  - Most Valuable Player (2006)
  - Outstanding Performance Award (2015)
  - Technique Award (2004)

- Wrestling Observer Newsletter
  - Worked Match of the Year (2012) vs. Hiroshi Tanahashi le 8 octobre
  - Worked Match of the Year (2014) vs. A.J. Styles le 1er août

| # | Résultat | Adversaire        | Évènement                    | Date            | Durée | Lieu                     | Notes                                                          |
| - | -------- | ----------------- | ---------------------------- | --------------- | ----- | ------------------------ | -------------------------------------------------------------- |
| 1 | Défaite  | Hiroshi Tanahashi | King Of Pro-Wrestling 2012   | 8 octobre 2012  | 29:22 | Ryogoku Kokugikan, Tokyo | Le titre de champion poids lourd IWGP de Tanahashi est en jeu. |
| 2 | Défaite  | Kōta Ibushi       | NJPW G1 Climax 2020 - Tag 13 | 10 octobre 2020 | 16:58 | EDION Arena Osaka, Osaka | Ce match obtient la note de 5.25.                              |